# Yesterdays (együttes)
A Yesterdays egy nagykárolyi progresszívrock-együttes. Hatással volt rájuk a kritikusok szerint a Yes, a Quidam, Pat Metheny, Anna Maria Jopek, az Eclipse (brazil progrock együttes), a Gentle Giant, a King Crimson és a Genesis Mind hangszerelésében, mind pedig kompozícióiban a 70-es évek progresszív rock eszköztárából és stílusjegyeiből merít.

## Történet
A 2004-es Félsziget Fesztivál Talentum tehetségkutató versenyének I. helyezettje.
2006-ban megjelent Holdfénykert című első lemezük a Rockszerviz Kiadónál. Akusztikus hangvétel és 70-es évekbeli hangzásvilág és hangszerelés jellemzi a kiadványt. A lemezt 2006. október 22-én mutatták be Kolozsváron, ezt követte egy hollandiai koncert a ProgFarm Fesztiválon (Bakkeveen mellett). A magyarországi lemezbemutató 2006 decemberében volt a Fővárosi Művelődési Házban (FMH).
A lemez első kiadása fél év alatt elfogyott. 2007-ben a neves francia kiadó, a Musea karolta fel a csapatot és a lemezt feljavított hangzással, multimédiás bónusszal újra kiadta 2008-ban.
2007-től egyre sűrűbb aktivitással működik a Yesterdays, Erdélyben és külföldön egyaránt koncerteznek, rendszeres fellépői a Félsziget Fesztiválnak, 2007 februárjában Budapesten a Yes volt gitárosával, Peter Banksszel játszottak együtt (MiniProg Fesztivál, A38 Hajó). 2007 őszén Jonas Reingolddal, a The Flower Kings basszusgitárosával dolgoztak a Dante Isteni színjátékáról szóló lemez második énekén. Továbbá írtak egy 20 perces epikus zenei költeményt Suite Pauline címmel.
- A The Spaghetti Epic III. c. kiadványra (Musea FGBG 4731) írt 20 perces szvit, a Suite Pauline egy tisztelgés a neves olasz rendező Sergio Corbucci előtt. A felkérés szerint a kiadvány Corbucci neves western filmjét - Il Grande Silenzio - idézi meg 70-es évekbeli progresszív rock hangszerelésű dalokkal.[3]
- A Dante lemez (Musea FGBG 4753) az Isteni színjáték első részének, az Inferno-nak a "megzenésítése". 34 együttes írt 34 dalt a 34 Dante énekből kiindulva.
- A Tuonen Tytär II. (Musea FGBG 4816) tisztelgés a finn progresszív rock nagyjai előtt. A lemez Colossus (Wigwam) c. dalában Bogáti-Bokor Ákos énekkel és mellotronnal-, amíg Enyedi Zsolt billentyűkön közreműködik (olasz és finn zenészek mellett). A Lost Without a Trace is egy Wigwam (FI) szerzemény, ezt viszont teljes egészében a Yesterdays játszotta fel erre a lemezre.[3]
- Dante Isteni színjátékának második része, a Purgatorio (4CD BOX) 2009 októberében látott napvilágot ugyancsak a franciaországi Musea kiadónál. A Yesterdays feladata a XXX. ének alapján írni egy dalt. Az elkészült dal címe "Félúton".

2008 májusában a Musea Kiadó újra kiadta a Holdfénykertet bővített és hangilag feljavított multimédiás változatban.
Dante Isteni színjátékának harmadik - befejező - részében Dante's Paradiso címmel (4CD BOX), ahol a Yesterdays a XXXIII. záró éneket zenésíti meg.
A zenekar második - Colours Caffé című második nagylemeze 2011 januárjában jelent meg szerzői kiadásban, továbbá a japán Disk Union lemeztársaság dupla CD formájában 2011. április 27-én jelentette meg. A lemez érdekessége, hogy 15 zenész játszik rajta, többek között olyan nevezetes előadók, mint Mohai Tamás (Faxni, RABB, Muckshow, East, Boom-Boom) gitáron és Borlai Gergő dobokon.
A zenekar harmadik - Senki madara című nagylemez 2018 október 22-én jelent meg szerzői kiadásban. A lemez különlegessége, hogy a zene alapjának magyar népdalokat választott a zenekar s ezek köré komponáltak progresszív rock dalokat. A lemez különleges meghívottja Szirtes Edina Mókus, aki két dalban is énekel.
2019-től a zenekar duó-trió felállásban koncertezett, Semeniuc Stephanie énekes, Bogáti-Bokor Ákos gitáros és Kecskeméti Gábor fuvolista közreműködésével. 2019 őszén németországi turnén vettek részt a helyi Argos progresszív rock zenekarral. Szintén 2019-től az együttes projektként működik tovább, aminek az alapja az imént említett trió és a többi hangszert meghívott zenészek, közreműködők szólaltatják meg.
2020 május 11-én a zenekar billentyűse, Enyedi Zsolt, egy agyvérzés következtében életét vesztette. A maszol.ro portál megemlékezése

## A Yesterdays tagjai
- Galauner Kincső - ének, vokál
- Bogáti-Bokor Ákos - szólógitár, billentyűs hangszerek, vokál, basszusgitár
- Csajkos Nándor - basszusgitár
- Kecskeméti Gábor - fuvola
- Kósa Dávid - ütőhangszerek
- Tóth Gábor - billentyűs hangszerek
- Zsigó László - dob

## Diszkográfia
- 2025. január: The Little Prince and Other Stories - Live (koncertlemez) - Szerzői kiadás
- 2024. december: Holdfénykert (4. kiadás, remaszter + bónusz dalok) - Szerzői kiadás
- 2024. március: Senki madara (2. kiadás, remaszter) - Szerzői kiadás
- 2024. január: Petőfi Felhő EP - Szerzői kiadás
- 2023. szeptember: A Moonlit Night in Budapest (koncertlemez) - Szerzői kiadás (YCD0005)
- 2022. október: Saint-Exupéry álma (4. nagylemez) - Szerzői kiadás (YCD0004)
- 2020. november: Never Knowing Why (Single) - Szerzői kiadás
- 2020. október: Colours Caffé 10th Anniversary Remixed and Limited Edition (a 2. nagylemez újrekevert változata) - Szerzői kiadás
- 2020. május: Waltz for the Lost Deer - in memoriam Enyedi Zsolt (Single)
- 2019. december: Cheesecake (ft. Funk You!) (Single) (szerzői digitális kiadás kiadás)
- 2018. október: Senki madara (LP) (szerzői kiadás)
- 2018. június: It's Not the End of the World (Single) (szerzői digitális kiadás)
- 2018. május: From The Vault (válogatás, szerzői digitális kiadás)
- 2016. december: Indulok-érkezel (Single) (CDBaby digitális terjesztés)
- 2016. október: Várj még (a Holdfénykert lemez 10. jubileumának megünneplésekor) (Single) (CDBaby digitális terjesztés)
- 2015. március: Find Another Light (Single) (CDBaby digitális terjesztés)
- 2014. október: Holdfénykert (3. audiofil kiadás) (Seacrest Oy Records SCR-1010)
- 2012. május: V.A. - Tales From The Edge - A Tribute To Yes (Mellow Records MMP 519 A/B/C)
- 2012. március: Almost Like Love (Single CD) - szerzői kiadás
- 2011. december: Winter (EP) - szerzői kiadás
- 2011. január: Colours Caffé (második nagylemez) - szerzői kiadás
- 2010. november: V.A. Dante's Paradiso - The Divine Comedy Part III. (Musea)
- 2009. október: V.A. Dante's Purgatorio - The Divine Comedy Part II. (Musea FGBG 4836)
- 2009. március: V.A.: Tuonen Tytär 2 - A Tribute to Finnish Prog (Musea FGBG 4816)
- 2009. január: V.A.: The Spaghetti Epic III. - The Greatest Silence (Musea FGBG 4731)
- 2008. november: V.A.: Dante's Divine Comedy Part I - Inferno (Musea FGBG 4753)
- 2008. május: Holdfénykert (Enhanced and Remastered) - Musea Records (Musea FGBG 4748.AR)
- 2006. október: Holdfénykert - Rockszerviz Kiadó (rsz-001)
- 2004. május: A Whole Half (EP) - Szerzői kiadás